# كلية الطب (جامعة الملك فيصل)
كلية الطب بجامعة الملك فيصل هي إحدى كليات التي تهتم بدراسة مجال الطب في جامعة الملك فيصل في محافظة الأحساء في المنطقة الشرقية في دولة السعودية.

## التاريخ
تأسست كلية الطب بموجب المرسوم الملكي بإنشاء كلية الطب بجامعة الملك فيصل في عام 1421 هـ، للمساهمة في تلبية الاحتياجات من الأطباء البشريين، لتوفير الرعاية الصحية، والنهوض بصحة الأشخاص في السعودية.
استقبلت الكلية أول دفعة من الطلبة في الفصل الدراسي الأول للعام الجامعي 1423-1424هـ، حيث بلغ عدد المقبولين 57 طالبًا، وتخرجت الدفعة الأولى من الكلية في عام 1428-1429هـ، صُممت الكلية على طاقة استيعابية تشمل 1200 طالب وطالبة.

## المباني

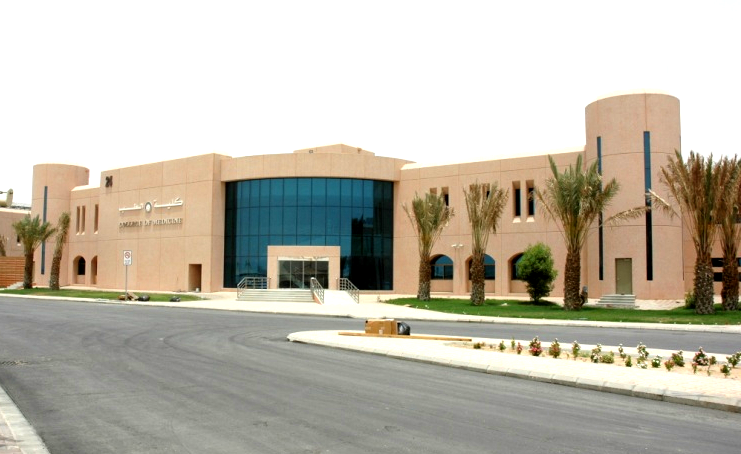
كلية الطب.

تشتمل كلية الطب على أربعة مباني رئيسية وهي:

### المبنى المركزي
يحتوي المبني على المختبرات الطبية مثل مختبرات وظائف الأعضاء، والعلوم العصبية، والكيمياء الحيوية، والتشريح، والأنسجة، والأمراض، والأدوية، والأحياء الدقيقة والطفيليات، والمحاكاة، والمهارات السريرية.

### مبنى الطلاب
يحتوي المبني على القاعات، والفصول الدراسية، والمكتبة، ومعمل الحاسب الآلي، ومكاتب أعضاء هيئة التدريس والإدارة.

### مبنى الطالبات
يحتوي المبني على القاعات، والفصول الدراسية، والمكتبة، ومعمل الحاسب الآلي، ومكاتب أعضاء هيئة التدريس والإدارة.

## الأقسام العلمية
وتشمل الأقسام للسنوات السريرية، والسنوات ما قبل السريرية:
- قسم العلوم الطبية الحيوية[2]
- قسم طب الأسرة والمجتمع [3]
- قسم العلوم العصبية السريرية[4]
- قسم الطب الباطني[5]
- قسم التعليم الطبي[6]
- قسم النساء والولادة[7]
- قسم طب الأطفال[8]
- قسم الجراحة[9]

## برنامج الدراسات العليا

### ( ماجستير الكيمياء الحيوية والبيولوجيا الجزيئية)
يعتمد هذا البرنامج على إجراء الأبحاث ويركز على البحث المستقل الذي ينفذه الطالب، كما ان البرنامج مُدعم بكورسات ودورات علمية لتوسيع معرفة الطالب في الكيمياء الحيوية الطبية والبيولوجيا الجزيئية.